# Acacia verniciflua
Acacia verniciflua är en ärtväxtart som beskrevs av Allan Cunningham. Acacia verniciflua ingår i släktet akacior, och familjen ärtväxter. Inga underarter finns listade i Catalogue of Life.